# Нурата
Нурата́ (узб. Nurota / Нурота) — город в Навоийской области Узбекистана, центр Нуратинского района. Расположен в 55 км к северу от областного центра и ближайшей железнодорожной станции — Навои.
Статус города — с 1976 года (до этого — посёлок городского типа, ещё ранее — кишлак).
В Нурате расположен считающийся целебным источник Чашма. Также город является важным религиозным центром, активно посещается туристами.

## История
Возникновение Нураты связывают с Александром Македонским, который по преданию заложил в этом месте крепость Нур. У Наршахи Нурата описывается, как бухарская деревня под названием Нур. Селение имело соборную мечеть и много рабатов. Оно славилось своими священными могилами, куда стекались паломники.
Находясь на границе между культурной областью и степью, селение должно было иметь также важное стратегическое значение. Как укрепление, оно упоминается в истории борьбы последнего Саманида, Мунтасира, со своими врагами. Потомки Сельджука, уйдя из Дженда, были приняты Саманидами и поселились в окрестностях Нура.
В 1220 году Чингиз-хан с главными силами прошёл из Отрара через пустыню Кызылкум к Нурате. Нурата был взят авангардом монгольского войска. В январе 1220 года монгольский авангард с Тойир баходур прибыл в Нур. Горожане думали о них, как о караванах издалека.
Когда Субутой прибыл в город, он попросил людей уйти. Согласно распоряжению Чингисхана, город подлежал налогообложению. Сын местного губернатора Эльходжа был отправлен в осаду Дабусии с 60-ю местными жителями.
В исторических сведениях описывается неизвестная прежде дорога в Нурату, по которой несколько туркмен из селения Зернук провели монголов. С тех пор дорога получает название «ханской».
С XVI века Нурата входила в состав Бухарского ханства, была административным центром Нуратинского бекства. Ханбандское водохранилище было построено в горах Нур во время Абдуллахана II. В XVI—XVII веках был построен комплекс Нурата Чашма.
В 1756 году Нурата была включена в Бухарский эмират. После убийства Мухаммеда Рахима Абульфайзхана губернатор Нураты Ядгар объявил о своей независимости. Мухаммед Рахим захватил Нурату и подавил восстание. После его смерти в Нурате во время правления Амира Дониолбека снова началось восстание.
В своей эпохе эмир Насруллахан после 1837 года сослал в Нурату премьер-министра Хаким Хана. После того, как российские войска вторглись в Бухарский эмират, в Нурате восстал Сиддик Кенесариев. Сын бухарского эмира Абдулмалик захватил губернатора Абдулкарима и отвёз его в Хорезм. Нурата осталась частью Бухарского эмирата.
В 1872 году русские войска фон Кауфмана прошли в Хиву и прибыли в Нурату, где он принял посла Хивы в городе, отмечал Баяни. В то время Нурата была неподвижным северо-западным холмом. Согласно российско-бухарскому договору, Нурский замок являлся территорией, находящейся под контролем Бухары.
Мирзо Салимбек, автор исторического труда и чиновник эмира Абдулахада, в своей работе заявлял, что он был избран губернатором Нураты на 4 года. По словам Мирзо Салимбека, Нурата должен гордиться своими древними гробницами и святыми. Автор рассказывал о многочисленных памятниках и достопримечательностях.
Впоследствии на некоторое время на этот пост был назначен Мулло Шарифби. Нурата всегда была областью интереса для эмира с его каракулевым продуктом.
В 1918 году Олимжон назначил Рахматуллоходжу, сына  Низамиддина Урганджи (?—1921). Этот человек считается последним правителем, назначенным эмирами и ханами в истории Нураты. После того, как город был завоёван большевиками в 1920 году, Рахматуллоходжа бежал в Восточную Бухару, а затем — в Афганистан и умер в 1925 году.
В начале 1920-х движение против советской власти во главе с Мулло Абдул Каххором расширилось, и Нурата оставался в руках моджахедов до 1923 года. Латиф Девонбеги (1874—?) был также известным нуратинским моджахедом и преданным Абдулу Каххору.
В том же году войска Мулло Абдул Каххора были изгнаны из города. В Нурате был создан ревком, и в него были включены такие ревкомы, как Шароф Баротов.
В 20-х годах в Нурате было 32 мечети, разделённых на 4 района:
I. Арабгузар
1. Сайидато масжид.
2. Чуқурак масжид.
3. Масжиди Сафед.
4. Шакарак масжид.
5. Баргсўз масжид.
6. Ҳовузак масжид.

II. Ўрта гузар
1. Домалла масжид.
2. Калтакўча масжид.
3. Турко масжид.
4. Содиқ масжид.
5. Қулмаҳмад масжид.
6. Мозори чилла масжид.
7. Бўдиқ масжид.

III. Миришкор гузар
1. Дуоба масжид.
2. Достон масжид.
3. Луччак масжид.
4. Осиёибаланд масжид.
5. Миришкор масжид.

IV. Работтўлғон гузар
1. Қўрғон масжид.
2. Етимча масжид.
3. Дашт масжид.
4. Хўжа масжид.
5. Авезхўжа масжид.
6. Сариосиё масжид.
7. Работтўлғон масжид.
8. Лўла масжид.

Нурата — это небольшой городок, районный центр в Навоийской области (в 50 км к северу от города Навои) на границе пустыни Кызылкум, который славится своей древней историей.
Уже в античные времена здесь находилось большое поселение. Нур в переводе с узбекского означает «луч», «свет». По легенде, на этом месте упал метеорит, и до сих пор временами над Нуратой замечают свечения. Нурата поэтому считается священным и популярным местом паломничества.
Здесь был возведён культовый комплекс с двумя мечетями X—XVI веков Чиль-Устун с 40 колоннами и куполом около 16 метров в диаметре, Панч Вакта, захоронение святого Нур-Ота (Шейх Абул Хасан Нурий) и бассейном, в котором плавает множество «священных» маринок — рыб семейства форелевых. Бассейн наполняется из подземного источника (чашма), который в народе тоже считается «святым».
Рядом с комплексом видны руины древней крепости, строительство которой приписывается отрядам Александра Македонского. На окраине Нураты с древних времён и до сих пор действует кяризы — система древнего подземного водопровода.
Подобные подземные каналы когда-то были очень известны во многих городах Средней Азии. Сейчас конструкция каналов в Нурате — одна из немногих, сохранившихся до наших дней. Люди используют их сегодня, как и столетия назад.
Архивная копия от 14 февраля 2021 на Wayback Machine

## Население
| 1979   | 1989   | 2005   | 2020   |
| 15 948 | 21 001 | 28 200 | 87 500 |